# Carl Ludwig Alexander von Zinnow
Carl Ludwig Alexander von Zinnow (geb. 4. Dezember 1774 in Frankfurt (Oder); gest. 14. Dezember 1808 in Berlin) war ein preußischer Leutnant und Landrat.

## Leben und Herkunft
Carl Ludwig Alexander von Zinnow war der Sohn von Carl August von Zinnow (1734–1775), Erbherr auf Falkenwalde und Rekane und Hofjägermeister und dessen Ehefrau Lisette Eva Dorothea, geb. Fiddecke. Nachdem er seine schulische Ausbildung in Berlin erhalten hatte, trat er im Alter von 14 Jahren in das spätere Dragoner-Regiment Nr. 4 von Katte in Landsberg ein und wurde Fahnenjunker. Am 6. November 1786 wurde er zusammen mit seinem Bruder August Wilhelm Heinrich Leopold auf Ansuchen seines Stiefvaters, den Major von der Marvitz, durch Friedrich II. nobilitiert. Nach seiner Beförderung zum Offizier und Regimentsadjutant nahm er 1792 an der Kanonade von Valmy, sowie 1793 an der Belagerung von Mainz und an der Schlacht bei Kaiserslautern teil. Um die von ihm im Jahr 1798 erworbenen Güter Falkenwalde und Graefendorf im Wert von 70.000 Talern selbst verwalten zu können, ließ er sich am 26. Juli des Jahres vom Militär im Rang eines Secondelieutenant verabschieden. Im September 1798 wurde er von den Kreisständen zum Nachfolger von Carl Christoph Gottlob von Knobelsdorff als Landrat des Königsberger Kreises gewählt. Nachdem er am 15. Dezember 1798 das Rigorosum in Anwesenheit des Ministers von Werder abgelegt hatte, wurde er am 22. Dezember zum Landrat bestallt. Bereits wenige Jahre später bat er im Februar 1801 aufgrund seiner schwachen Gesundheit um die Verabschiedung, Nachfolger als Landrat wurde Wilhelm von Pape.

## Persönliches
Carl Ludwig Alexander von Zinnow war seit Mitte 1792 Freimaurer. Im Jahr 1804 war er Eigentümer der Güter Lipke, Pollichen und Grahlow. Er war mit Henriette Caroline Albertine (1775–1831), geb. Hauschtek aus Landsberg an der Warthe verheiratet.